# Witalij Potapenko
Witalij Mykołajowycz Potapenko (ukr. Віталій Миколайович Потапенко; ur. 21 marca 1975 roku w Kijowie, Ukraina, daw. ZSRR) – ukraiński koszykarz grający na pozycji środkowego, trener koszykarski, aktualnie asystent trenera w klubie Memphis Grizzlies.

## Osiągnięcia
College
- Lider konferencji w skuteczności rzutów z gry (1995, 1996)[2]
- 2-krotnie zaliczony do składu All-Midwestern Conference  (1995, 1996)[2]

Drużynowe
- 2-krotny mistrz Ukrainy (1993, 1994)

Indywidualne
- Uczestnik NBA Rookie Challenge (1997)[3]

Trenerskie
- Finalista NBA jako asystent trenera (2015, 2017)[4]